# سلفاديازين الفضة
سلفاديازين الفضة، تباع تحت العلامة التجارية سيلفادين وغيرها، هو من المضادات الحيوية الموضعية المستخدمة في علاج الحروق البسيطة إلى الحروق العميقة لمنع العدوى. وقد وجدت أدلة أولية أن المضادات الحيوية الأخرى تكون أكثر فعالية لذلك اصبح الان لا يوصى به عموما.
•ومن الآثار الجانبية الشائعة الحكة والألم في موقع الاستخدام. وهناك اثار أخرى مثل  انخفاض مستويات خلايا الدم البيضاء، الحساسية والازرقاق في الجلد، وتكسر خلايا الدم الحمراء، التهاب الكبد. لذلك ينبغي توخي الحذر في تلك الحساسية إلى السلفوناميدات الأخرى. يمنع استخدامه في النساء الحوامل الذين على وشك الولادة  ولا ينصح به في الأطفال أقل من شهرين.
•تاريخ الاستخدام: تم اكتشاف سلفاديازين الفضة في الستينات  وهو مدرج على قائمة الأدوية الأساسية لمنظمة الصحة العالمية، ويعتبر من الادوية الأكثر فعالية وآمن المستخدمة في النظام الصحي.
•ثمن الدواء: في العالم النامي تتراوح تكلفة الجملة بين 0.004 و 0.072 دولار للجرام الواحد. وفي الولايات المتحدة الأمريكية عادة ما يكون العلاج من 25 إلى 50 دولار أمريكي.